# Peyrillac-et-Millac
Peyrillac-et-Millac – miejscowość i gmina we Francji, w regionie Nowa Akwitania, w departamencie Dordogne.
Według danych na rok 1990 gminę zamieszkiwały 214 osoby, a gęstość zaludnienia wynosiła 31 osób/km² (wśród 2290 gmin Akwitanii Peyrillac-et-Millac plasuje się na 963. miejscu pod względem liczby ludności, natomiast pod względem powierzchni na miejscu 1288.).